# Diaková
Diaková – wieś (obec) w północnej Słowacji, w powiecie Martin, w kraju żylińskim. Pierwsza pisemna wzmianka o miejscowości pochodzi z roku 1327.

## Demografia
| Rok                | 1869 | 1880 | 1890 | 1900 | 1910 | 1921 | 1930 | 1950 | 1961 | 1970 | 1980 | 1991 | 2001 | 2011 |
| Liczba mieszkańców | 137  | 136  | 134  | 132  | 101  | 98   | 109  | 102  | 131  | 151  | 208  | 209  | 232  | 268  |
| Liczba domów       |      | 22   | 21   | 20   | 21   | 18   | 18   | 20   | 27   | 34   |      | 52   | 61   |      |

## Zmiany nazwy miejscowości
- 1327 – Alberthfelde (pierwsza pisemna wzmianka o miejscowości)
- 1348 – Dyak
- 1360 – Alberthfeulde
- 1371 – Dyakfalw
- 1403 – Dyakfalwa vel. a. n. Alberththeleke
- 1547 – Dyakowawez
- 1622 – Deakowa, Diakowa
- 1773 – Deákfalva, Diakowa
- 1786 – Deakfalwa, Diakowa
- 1808 – Deákfalu, Diákowa
- 1863–1913 – Deákfalu
- 1920 – Diaková